# Gmach główny Akademii Muzycznej w Bydgoszczy
Budynek Akademii Muzycznej w Bydgoszczy – zabytkowy budynek administracyjny Akademii Muzycznej im. Feliksa Nowowiejskiego, położony przy ulicy Juliusza Słowackiego 7 w Bydgoszczy.

## Położenie
Budynek znajduje się w Śródmieściu Bydgoszczy na terenie tzw. dzielnicy muzycznej. Stoi na rogu ulic: Juliusza Słowackiego i 20 stycznia 1920 r. W sąsiedztwie obiektu znajduje się Filharmonia Pomorska, Zespół Szkół Muzycznych oraz park im. Jana Kochanowskiego. 

## Historia
Gmach został wybudowany w latach 1904–1906 dla potrzeb bydgoskiego urzędu powiatowego. Pod zaborem pruskim Bydgoszcz była stolicą obwodu regencyjnego, a od 1875 także powiatem grodzkim miejskim. Niezależnie od tego istniał także powiat bydgoski ziemski. Po pruskiej reformie administracyjnej z 1872 roku powiat był podstawową jednostką administracyjną wiążącą ze sobą ściśle administrację rządową i samorządową. Na jego czele stał starosta będący urzędnikiem państwowym, mianowanym przez króla. Ciałem uchwałodawczym i kontrolującym był sejmik powiatowy, a wykonawczym wydział powiatowy, podlegający staroście. 
W początkowym okresie działania starostwa powiatowego w Bydgoszczy nie posiadało ono odrębnego budynku. Dwaj pierwsi starostowie prowadzili działalność urzędową w prywatnych mieszkaniach. Jednak administracja rozrastała się w szybkim tempie, w związku z czym rosły też potrzeby lokalowe. Postanowiono więc umieścić urzędy w jednym budynku, o którego budowie zadecydował rząd pruski.
Projekt gmachu urzędu powiatowego wyłoniono w drodze konkursu, którego zwycięzcą został radca budowlany E. von Saltzwedel z Poczdamu. Po zatwierdzeniu projektu przez miejskiego radcę budowlanego Carla Meyera, 24 maja 1904 roku wydano zezwolenie na budowę i rozpoczęto prace. Wykonanie prac budowlanych powierzono firmie budowlanej M. Czarnikow et Co z Berlina. Budynek wzniesiono na niezabudowanej parceli przy ulicy Juliusza Słowackiego. 
W tym samym roku komitet powiatowy podjął budowę stajni i wozowni z mieszkaniem dla woźnicy. Odbiór stanu surowego budynku dokonano 7 stycznia 1905, a odbiór końcowy w marcu 1906 roku. Do 30 października 1906 wykonano również taras i ogrodzenie parceli. Łączny koszt budowy wraz z wyposażeniem zamknął się w kwocie 187 tysięcy marek.
Obiekt pierwotnie pełnił funkcje urzędowe i mieszkalne. Na parterze znajdowały się pomieszczenia biurowe, kasa starostwa oraz sala posiedzeń Komisji Powiatowej. Na piętro prowadziła reprezentacyjna klatka schodowa. Umieszczono tam kolejne pomieszczenia: biuro kolejki wąskotorowej, biura starosty, salę sejmiku powiatowego. Kolejne pomieszczenia biurowe znajdowały się w wysokiej (3 m) suterenie. Północną część budynku zajmowało ośmiopokojowe mieszkanie starosty. Poddasze, częściowo mieszkalne, należało do starosty i mieściło jeszcze cztery dodatkowe pokoje dla służby. 
Najbardziej reprezentacyjną częścią budynku była umieszczona na piętrze sala posiedzeń. Jej wysokość wynosiła 5 m, ściany ozdobiono malowidłami, złoceniami i płycinową boazerią, zaś sufit bogatą sztukaterią. Stiukami ozdobiono również niektóre pomieszczenia biurowe i mieszkalne. W budynku zamontowano instalację wodociągową i kanalizacyjną, wodną instalację grzewczą, oświetlenie elektryczne oraz instalację gazową. Pomieszczenia biurowe miały połączenie za pomocą wewnętrznych telefonów.
W okresie międzywojennym w budynku mieściła się siedziba Starostwa Powiatowego, a w latach 1945–1975 obiekt pozostawał w użytkowaniu Powiatowej Rady Narodowej. Wtedy też przebudowano dach mansardowy na wielospadowy, nadbudowano taras od frontu oraz zlikwidowano szczyty w elewacji wschodniej i południowej. 
W 1975 roku w wyniku reformy administracyjnej zniesione zostały powiaty. W tej sytuacji zmieniono funkcję budynku z urzędowej na edukacyjną, przekazując go ówczesnej filii Państwowej Wyższej Szkoły Muzycznej w Łodzi, na bazie której powstała Akademia Muzyczna im. Feliksa Nowowiejskiego - obecny gospodarz obiektu. W latach 1977–1979 wykonano generalny remont obiektu. Celem prac było zachowanie elementów zabytkowych budynku oraz przystosowanie jego wnętrz do roli siedziby uczelni muzycznej. W związku z tym sale wyposażono w ścianki dźwiękochłonne oraz wyciszone drzwi. Autorami projektu przebudowy byli: inż. R. Helak, art. plastyk. arch. H. Sobczyk oraz inż. arch. J. Szczygielski. W 1981 z okazji przemianowania Państwowej Wyższej Szkoły Muzycznej w Bydgoszczy na Akademię Muzyczną im. Feliksa Nowowiejskiego, na frontonie uczelni umieszczono łacińską sentencję „Musica spiritus movens” oraz zwieńczono orłem stanisławowskim z koroną. 

## Architektura
Budynek wzniesiono w stylu eklektycznym z przewagą form neobarokowych. Został wzniesiony na planie nieregularnego wieloboku, z ryzalitami bocznymi i przybudówką w elewacji zachodniej. Posiada piwnicę w typie suteren, dwie kondygnacje oraz piętrową przybudówkę. Rozczłonkowana bryła budynku nakryta jest dachami wielopołaciowymi z lukarnami. 
Elewacje zdobione są lizenami i oknami o zróżnicowanych wykrojach: zamkniętych łukiem odcinkowym, koszowym oraz prostokątnie. Elewacja frontowa w przyziemiu i parterze jest boniowana, z bogato dekorowanym portalem, ujętym kolumnami doryckim.

## Galeria

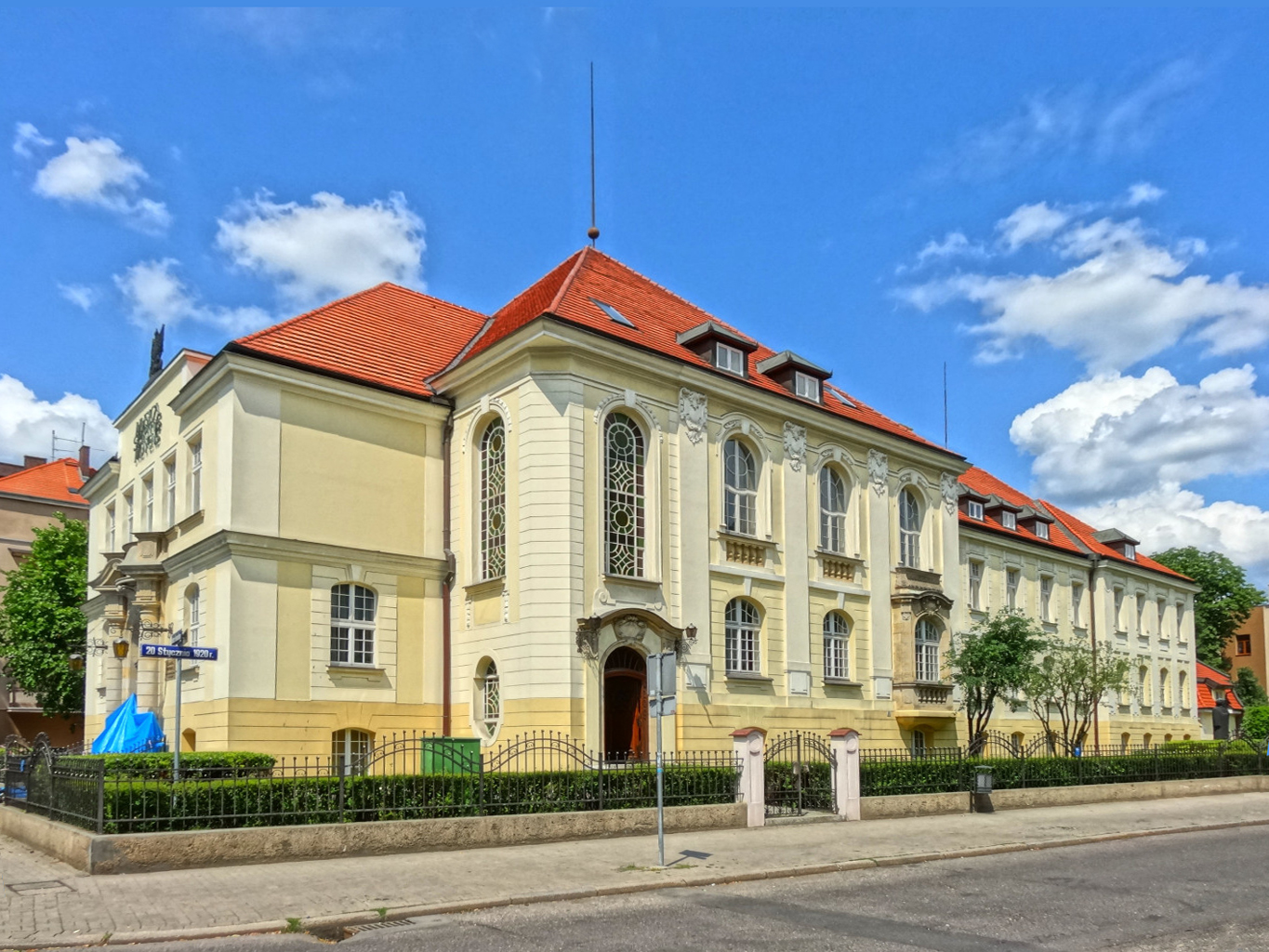
Latem
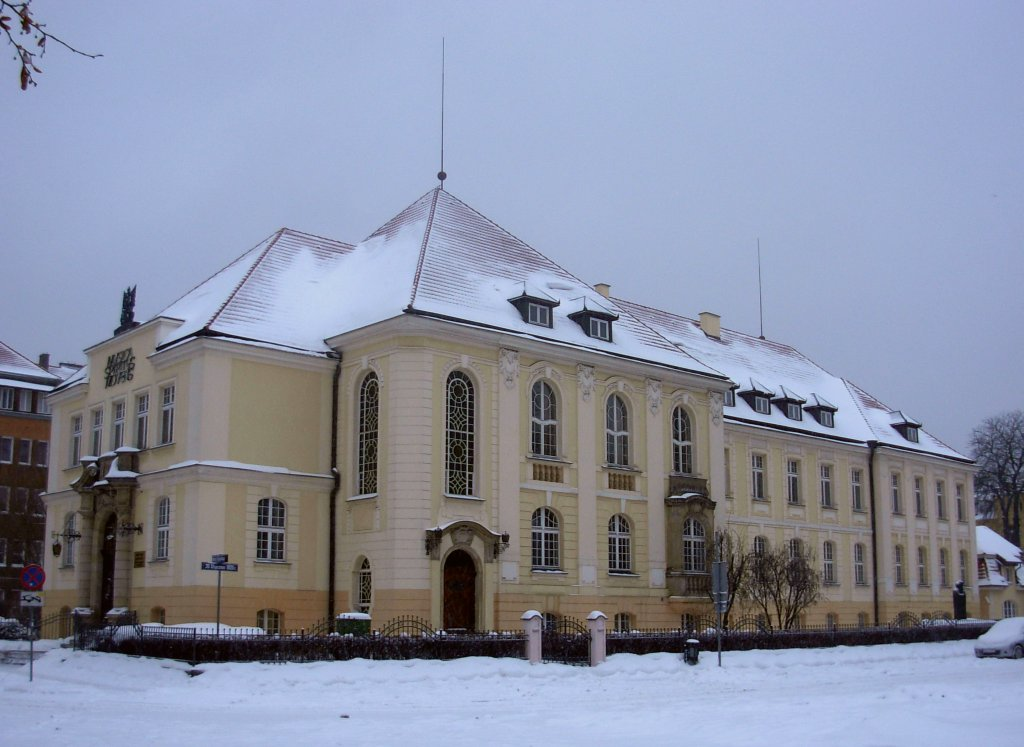
Zimą
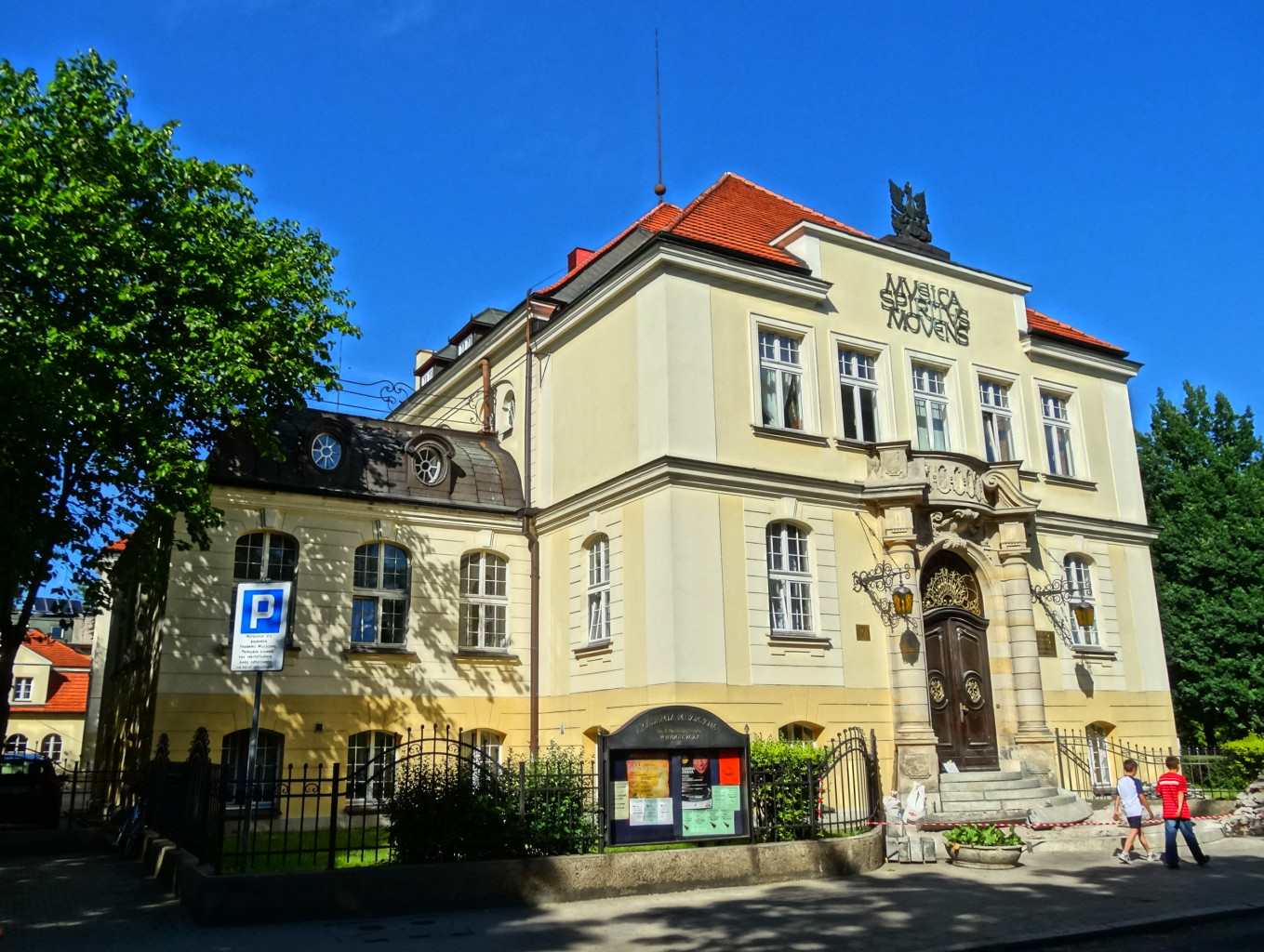
Od ul. Juliusza Słowackiego
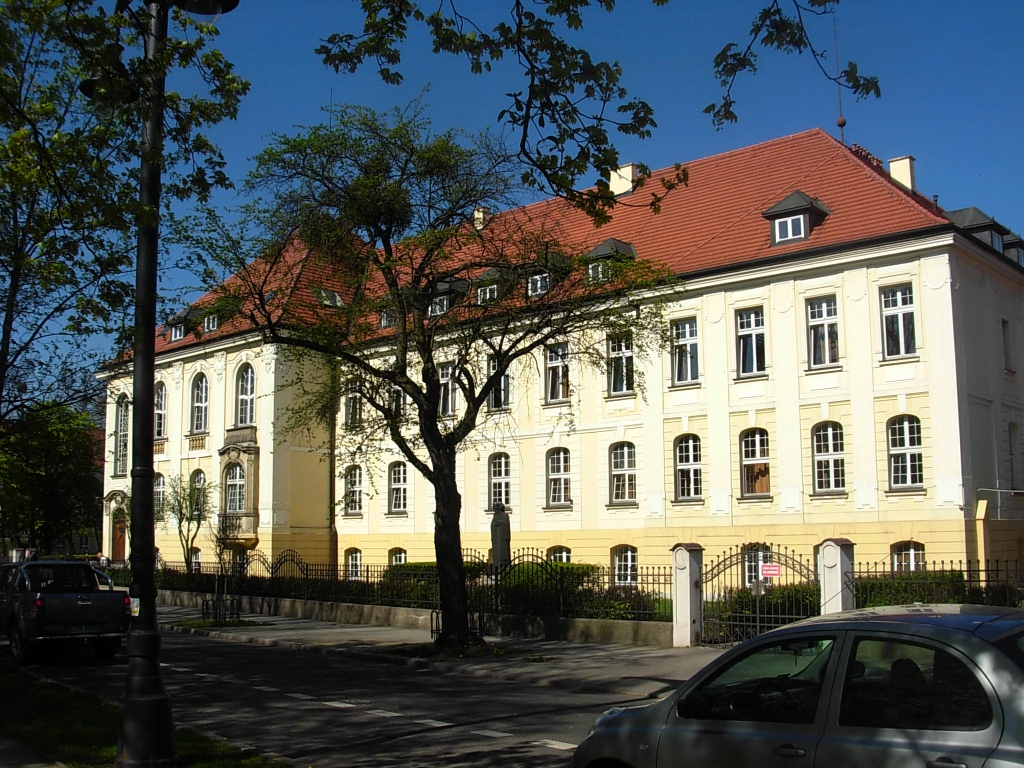
Od ul. 20 stycznia 1920
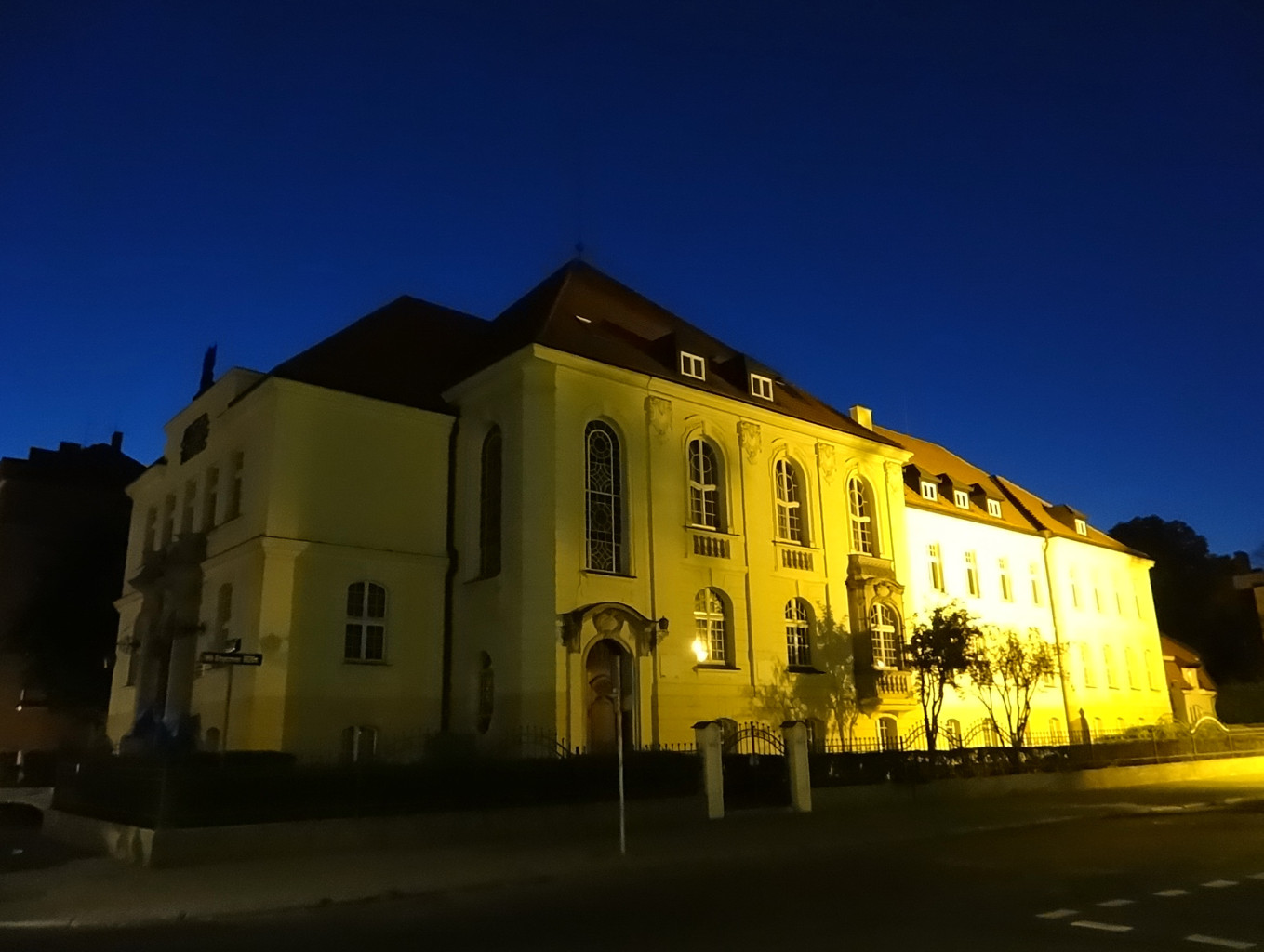
Nocą
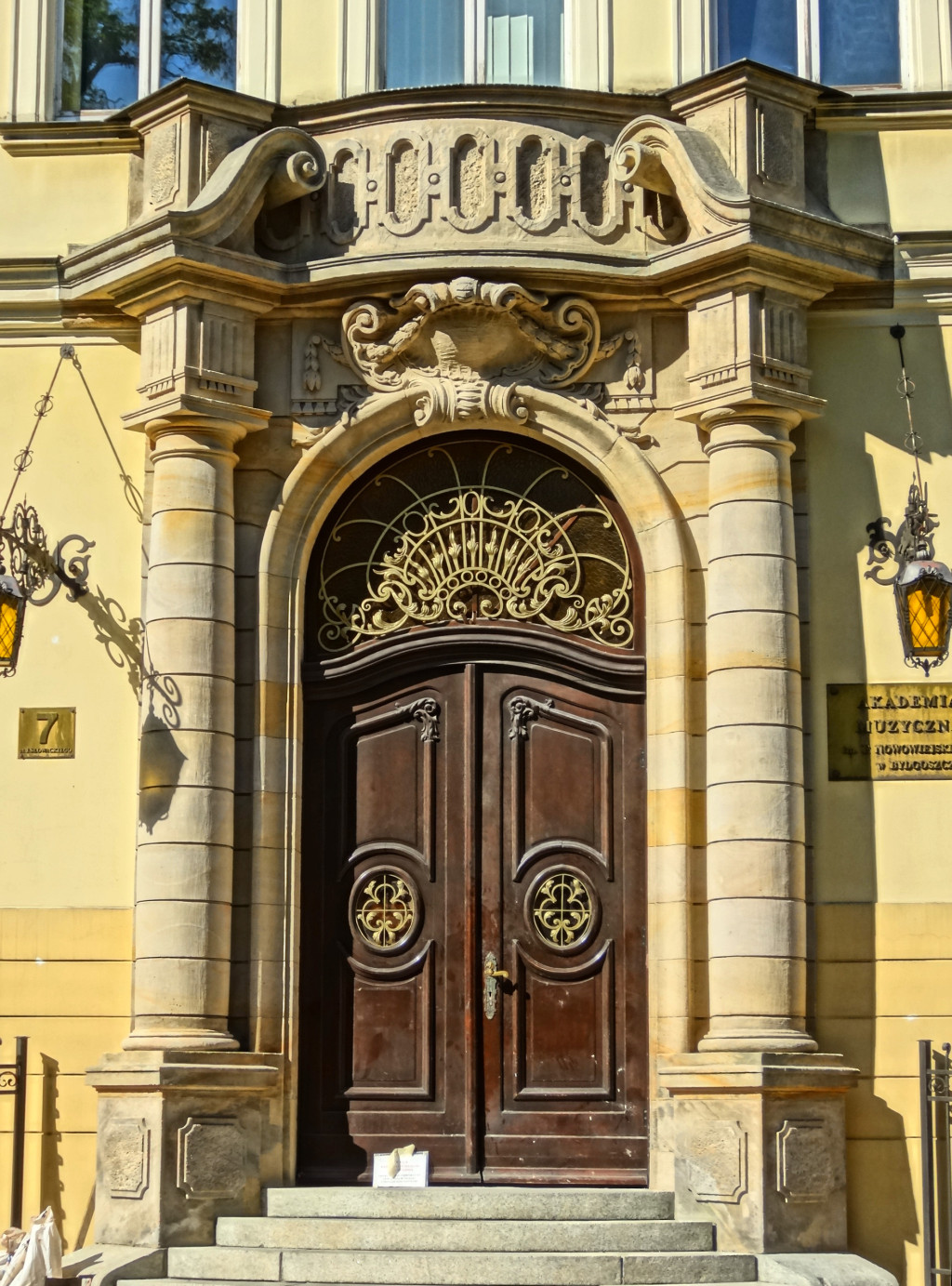
Wejście główne
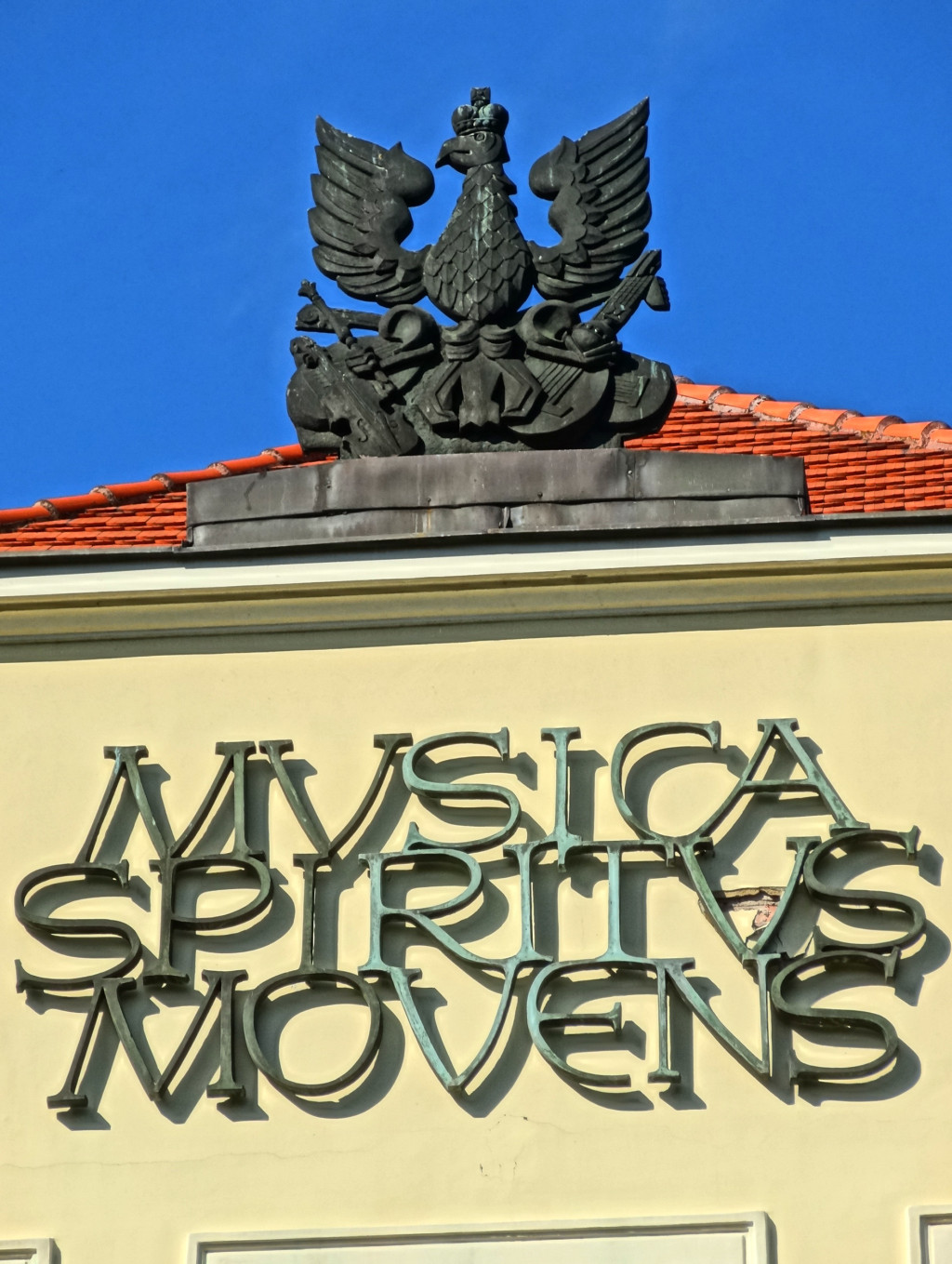
Symbol bydgoskiej dzielnicy muzycznej
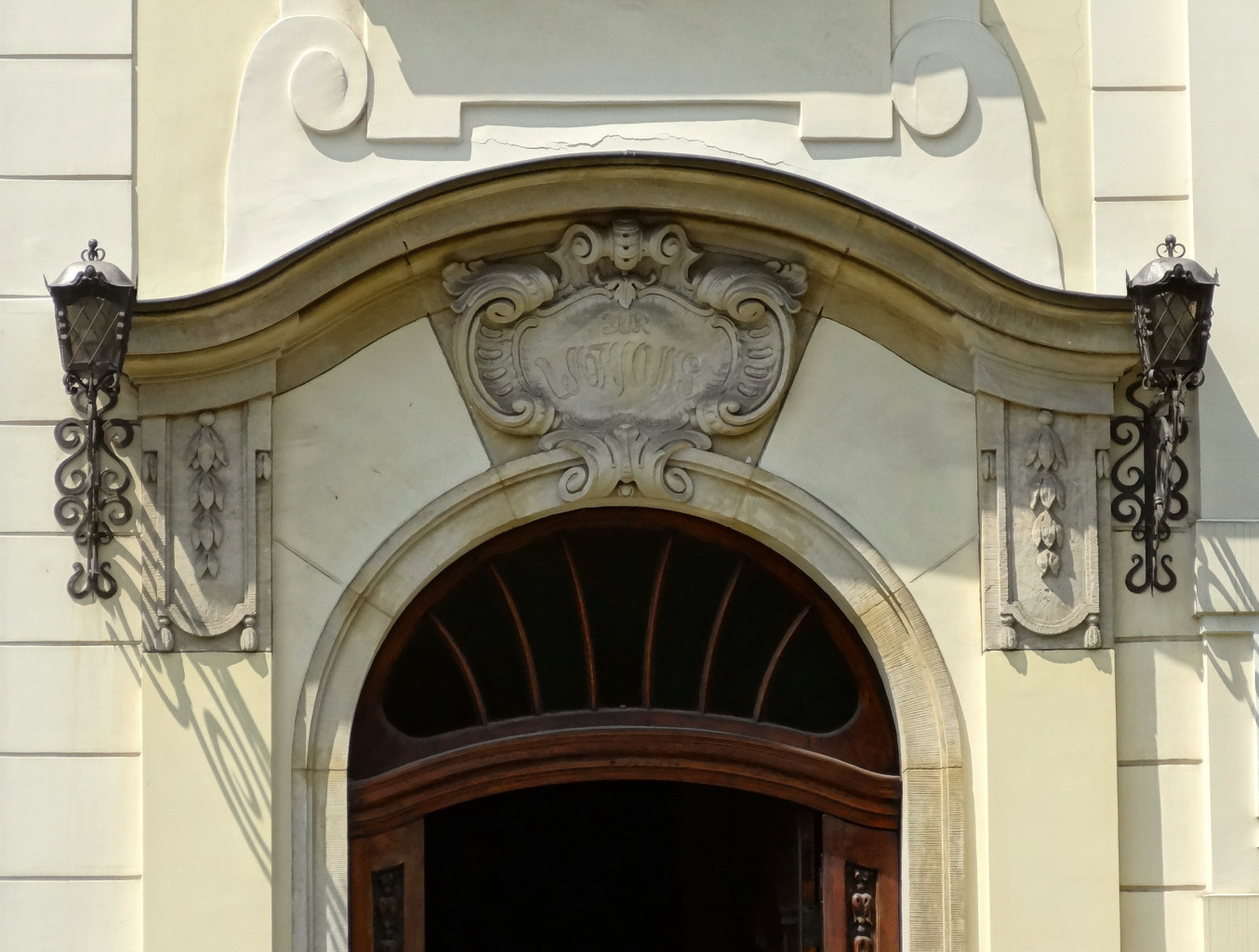
Zdobienia portalu
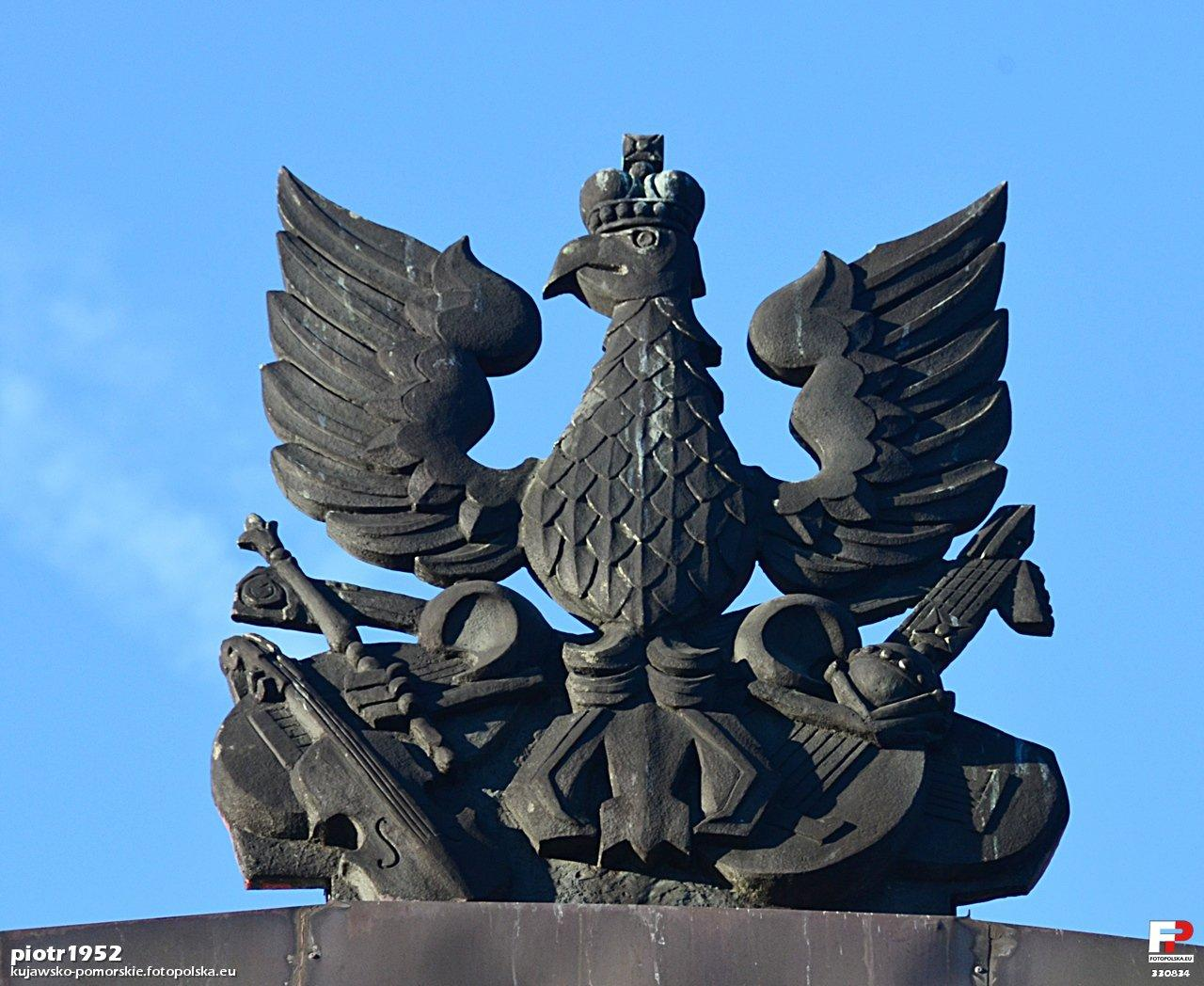
Orzeł
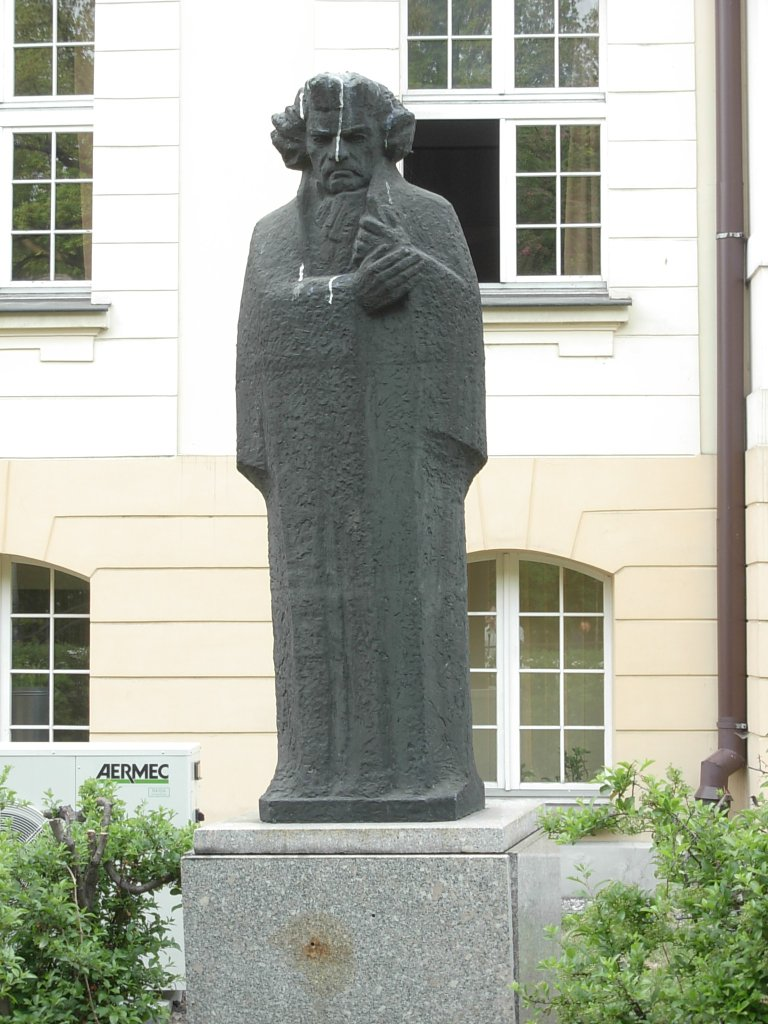
Posąg Ludwiga van Beethovena przed budynkiem